# Nizarisme

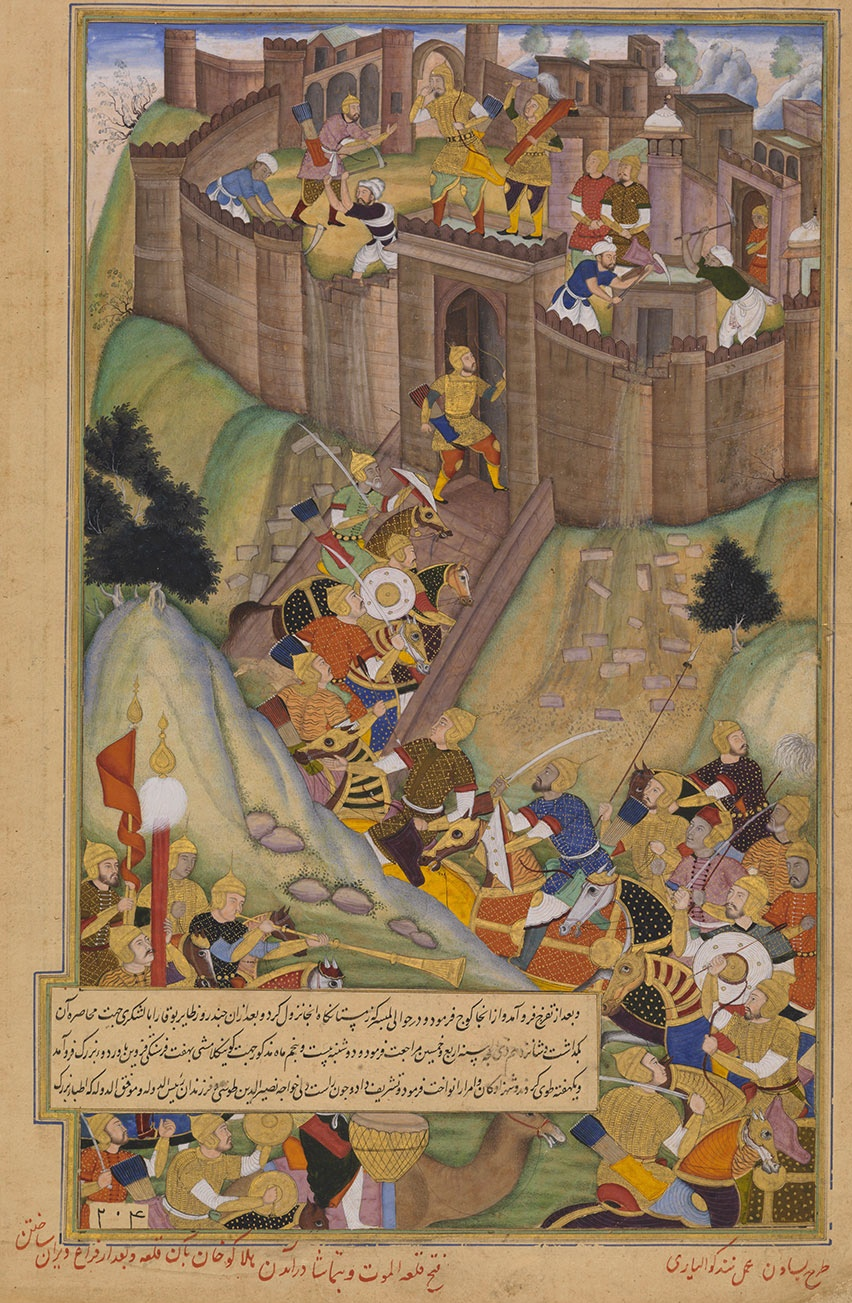
La fortalesa haixixaixin (secta dels assassins) d'Alamut.

El nizarisme (de l'àrab النزارية, an-nizāriyya) és un corrent del xiisme, sorgit de la branca ismaïlita, format pels seguidors de Nizar ibn al-Mustànsir. Aquest moviment va tenir un cert poder polític fins a finals del segle xiii, i avui dia encara se'n troben adeptes a l'Índia, a Síria i a l'Iran. Llur cap espiritual duu el títol d'Aga Khan.

Bandera Nizārī Ismā'īlī

A la mort del califa fatimita d'Egipte al-Mustànsir (1035-1094), l'hereu legítim, el seu fill Nizar, va ser suplantat per al-Mustalí (1094-1101). Els ismaïlites no el van reconèixer i van revoltar-se en nom de Nizar, pel que es van anomenar ismaïlites nizarites, tot i que a Egipte foren coneguts simplement com a ‘nizarites.’

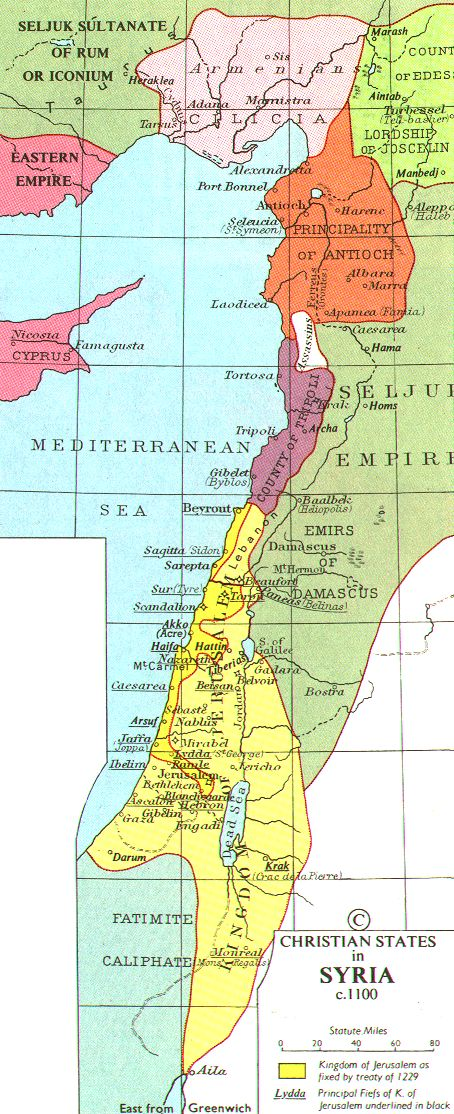
Mapa de la zona controlada pels nizarites

## Dinastia
Els ismaïlites nizarites foren una dinastia que va governar, amb centre a Alamut, de 1090 i 1257. Primer fou un estat ismaïlita i després ismaïlita nizarita, i estava format per territoris dispersos a l'Iran i Síria.
Els ismaïlites (xiïtes) s'havien revoltat a favor dels fatimites (també xiïtes) als darrers anys del regnat de Màlik-Xah I (1073-1092), sultà seljúcida sunnita. A la mort de l'imam o califa fatimita al-Mustànsir (1035–1094), els ismaïlites iranians van donar suport al seu fill Nizar i derrotat aquest, no van voler reconèixer a al-Mustalí (1094–1101) i van continuar la seva revolta ara en nom de Nizar i ja no del califa fatimita, per la qual cosa es van dir ismaïlites nizarites. Cap al 1100 la direcció del moviment estava totalment en mans d'Hasan-i Sabbah. A la mort de Sabbah el 1124 el va succeir el seu general Buzurg-Ummid. A aquest el va succeir el seu fill Muhàmmad el 1138.
A Muhammad el va succeir el seu fill Hasan II que va abandonar el títol de dai i es va proclamar khalifa (lloctinent de l'imam amagat). Va abolir la xara xiïta per ser incompatible amb la vida al paradís a la que els ismaïlites estaven cridats. Això va provocar el trencament total amb els musulmans, i els mateixos ismaïlites s'hi van oposar i el 1166 fou assassinat, però el va succeir el seu fill que tot i la seva joventut va imposar les idees del pare. En endavant el sobirà d'Alamut era imam alida descendent en línia directa de Nizar. Va gaudir de relativa tranquil·litat en el seu regnat.
Hasan II va succeir al seu pare Muhammad II el 1210 i es va declarar sunnita i va ordenar a tots els seus súbdits d'acceptar la xara i al califa an-Nàssir. Els ismaïlites el van obeir. Va morir el 1221 probablement enverinat i el va succeir el seu fill Muhammad III que no va acceptar la xara sunnita i encara que oficialment no es va tocar el decret, la pràctica fou abandonada i es va tornar a l'aïllament.
Els mongols van provar de destruir l'estat. En 1252 el Gran Khan Möngke va encarregar una campanya dirigida pel seu germà Hülegü contra els nizaris i el califat abbàssida per establir un nou khanat a la regió: l'Ilkhanat. Muhammad III es negava a negociar contra el parer dels seus generals i fou assassinat per un cortesà el 1255; es van fer negociacions que no van portar a res i els mongols van anar conquerint fortaleses. El seu fill Khurxah, esperant misericòrdia, es va rendir al desembre del 1256 i els mongols el van executar i van destruir Alamut (que probablement no haurien pogut conquerir); en els següents mesos els ismaïlites de Kohistan, Kumis i Daylam foren massacrats. Encara que una part va sobreviure ja no van poder reconstruir l'estat. Les fortaleses de Síria, que es van deslliurar dels mongols foren ocupades aviat per Bàybars I d'Egipte. El 1275 els ismaïlites nizarites van recuperar Alamut però la van perdre al cap de poc davant l'atac mongol.

## Daïs de Daylam a Alamut
Daïs suprems ismaïlites - nizarites (1090-1256)
- Hasan-i Sabbah (1090–1124)
- Buzurg-Ummid (1124–1138)
- Muhàmmad I d'Alamut (1138–1162)
- Hàssan II d'Alamut (1162–1166)
- Nur-ad-Din Muhàmmad II (1166–1210)
- Hàssan III d'Alamut (1210–1221)
- Muhammad III d'Alamut (1221–1255)
- Rukn-ad-Din Khurxah (1255–1256)